# 남이흥 장군 묘 일원
남이흥 장군 묘 일원(南以興 將軍 墓 一圓)은 대한민국 충청남도 당진시 대호지면에 있는 조선시대의 무신 성은(城隱) 남이흥(1567년 ∼ 1627년) 장군의 묘이다. 장군과 부인 하동 정씨, 장군의 아버지 남유의 묘가 한 자리에 모셔져 있다. 1984년 7월 26일 충청남도의 기념물 제52호로 지정되었다.

## 개요
조선 중기 무신 성은(城隱) 남이흥(1567∼1627) 장군의 묘이다. 장군과 부인 하동 정씨, 장군의 아버지 남유의 묘가 한 자리에 모셔져 있다.
남이흥은 선조 31년(1598) 정유재란 때 아버지가 왜적에게 총을 맞고 죽자, 학업을 포기하고 활쏘기와 말타기에 전념하여 선조 35년(1602)에 무과에 급제하였다. 그 후 여러 벼슬을 거쳐 인조 5년(1627) 정묘호란 때 평안도 안주에서 청나라 군대와 싸우다가 성이 함락되자 자결하였다. 죽은 후에 충절의 인물로 여겨져 벼슬이 영의정으로 높여졌고 의천부원군으로 받들어졌다.
본래의 묘는 경기도 광주에 있었으나 1971년 충남 당진으로 옮겼다. 주변에 장군의 위패를 모신 사당과 충신들에게 세우는 정문(旌門)이 세워져 있고, 장군이 사용하던 500여점의 유물들이 보관되어 있는 유물전시관이 있다. 봉분 아랫부분에는 묘를 보호하기 위해 둘레돌이 둘러져 있고, 묘 앞에는 멀리서도 무덤이 있음을 알 수 있게 해주는 망주석(望柱石)과 아직 승천하지 못한 이무기 모습을 한 용이 화려하게 새겨진 묘비가 있다.

## 현지 안내문

### 남이홍 장군 묘 일원
이 곳에는 조선 중기의 무신인 남이흥 장군, 부인 하동정씨, 부실 연안김씨, 부 남유, 남유 장군의 부인 전주유씨 등의 묘소가 있다. 이들 묘소는 원래 경기도 광주군 남한산성면 탄리에 있었으나 성남단지 조성 때인 1971년에 이곳으로 옮겨왔다.
경내에는 장군의 위패를 모신 사당(충장사)과 정려·재실 등이 있다. 남유 장군은 1598년 정유재란 중 나주목사로 참전하여 노량해전에서 전사하였다. 남이홍 장군은 1602년에 무과에 급제하여 관직에 진출하였으며, 이괄의 난을 평정한 공로로 연안부사가 되었고, 의춘군에 봉해졌다. 1627년 정묘호란 때에 안주성에서 후금의 군대를 성안으로 유인하여 적군에게 큰 피해를 입히고 자신도 분사하였다. 그후 좌의정에 추증되고, 의춘부원군에 봉해졌다.

### 충장사
이 곳은 조선 인조 때 명장 남이홍 장군의 신위를 모신 사당이다.
장군(1576~1627)은 의령인으로 인조 2년(1624년) 병마절도사 겸 부원수로 있으면서 이괄의 난을 평정하였고, 1627년에는 정묘호란이 일어나자 안주성에서 청나라 군대와 끝까지 싸우다가 중과부적으로 화약궤에 불을 지르고 자폭하였다.
이에 나라에서 대광보국 승록대부 의정부 좌의정을 증직하고 의춘 부원군에 봉하였으며 시호는 충장, 사액은 충민이라는 충신정려를 내렸다.
1667년 충장사 및 남씨양세충신정려가 세워지고 1971년 장군의 묘소를 이곳으로 옮기고 1981년 모충관을 건립하였다.

## 같이 보기
- 남이흥
- 남유

## 참고 자료
- 남이흥 장군 묘 일원 - 국가유산청 국가유산포털